# Колодична
Колодична (рос. Колодична), Колодязна, Герасимівка — річка у Маньківському та Уманському районах Черкаської області, ліва притока Ревухи.

## Опис
Довжина річки 18 км, похил річки — 3,6 м/км. Формується з багатьох безіменних струмків та водойм. Площа басейну 73,4 км².

## Розташування
Колодична бере початок на південному заході від села Поташ. Тече переважно на південний схід у межах сіл Молодецького та Косенівки. У селі Танське впадає в річку Ревуху, ліву притоку Ятрані.